# Rothals-Bronzekuckuck
Der Rothals-Bronzekuckuck (Chrysococcyx ruficollis, Syn.: Chalcites ruficollis) ist eine Kuckucksart, die auf Neuguinea vorkommt.

## Merkmale
Der Rothals-Bronzekuckuck ist oberseits dunkelgrün gefärbt, Kopf- und Brustgefieder sind rot-braun. Die Bauchseite und Flanken sind weiß mit grün-glänzender Sperberung. Der Geschlechtsdimorphismus ist nicht stark ausgeprägt. Das Gefieder des Männchens schimmert im Gegensatz zu dem des Weibchens oberseits leicht braun-violett. Der Rothals-Bronzekuckuck wird etwa 16 cm groß.

## Verbreitung
Der Rothals-Bronzekuckuck kommt nur auf Neuguinea vor, er bewohnt dort Gebirge wie das Bismarckgebirge oder das Maokegebirge. Über die Art ist wenig bekannt, es liegen keine Populationsgrößenschätzungen vor. Sie wird seitens der IUCN als nicht gefährdet geführt.

## Lebensweise
Der Rothals-Bronzekuckuck bewohnt tropische Bergwälder sowie Dickichte in der subalpinen Region Neuguineas. Hauptnahrung sind Raupen und andere Insekten. Wahrscheinlich ist der Kuckuck wie alle anderen Chrysococcyxarten ein Brutparasit.

## Belege
1. 1 2 3  Erritzoe et al., S. 361
2. ↑  Chalcites ruficollis in der Roten Liste gefährdeter Arten der IUCN 2012. Eingestellt von: BirdLife International, 2012. Abgerufen am 5. September 2012.